# Zašto te volim
Zašto te volim deveti je studijski album splitske glazbenice Meri Cetinić, kojeg 1993. godine objavljuje diskografska kuća Croatia Records.

## Popis pjesama
1. "Zemlja dide mog" (3:34)
  - (V. Barčot - V. Barčot - I. Cetinić)
2. "Zašto te volim" (3:28)
  - (S.M. Kovačević)
3. "Ča imaš od moje nevoje" (3:10)
  - (H. Papić Borozan)
4. "Samo mir" (3:49)
  - (Lennon - McCartney - Šeparović - Stipičić)
5. "Tebi i ružama" (3:11)
  - (S.M. Kovačević)
6. "Doviđenja" (3:20)
  - (M. Cetinić)
7. "Da mi se je navoziti" (1:55)
  - (M. Cetinić)
8. "Zlinje" (3:19)
  - (K. Milostić)
9. "Na svom putu sama" (3:19)
  - (M. Cetinić)
10. "Sretna će biti Hrvatska" (5:03)
  - (T. Mrduljaš - V. Lekić)
11. "Tiha noć" (4:00)
  - (C.F. Gruber - M. Doležal)

## Vanjske poveznice
- Službene stranice Meri Cetinić - Recenzija albuma